# Leandro Navarro Pérez
Leandro Navarro y Pérez (Tarazona, 1861-Madrid, 1928) fue un ingeniero agrónomo y fitopatólogo español.

## Biografía
Nació en la localidad zaragozana de Tarazona el 13 de mayo de 1861. Ingeniero agrónomo, en cuyo Cuerpo ingresó el 1 de abril de 1888, fue profesor de la Escuela Especial de Ingenieros Agrónomos y director de la Estación de Patología Vegetal de la Moncloa.
Consagrado a la fitopatología, fue autor de diversas obras sobre dicha materia, además de colaborador de publicaciones periódicas como Revista Contemporánea (1897-1899), Revista Agrícola (1898) y Alrededor del Mundo (1903). Intervino en la localidad toledana de Mora en favor de los olivares del municipio, afectados por una plaga de Liothrips oleae, y fue realizador de filmes divulgativos, además de fotógrafo.
Fallecido el 15 de junio de 1928 en Madrid, fue hermano del arquitecto Félix Navarro Pérez y padre del dramaturgo Leandro Navarro Benet.